# Ethiopian Coffee SC
Der Ethiopian Coffee Sport Club, auch bekannt unter Ethio-Bunna (amharisch የኢትዮጵያ ቡና ስፖርት ክለብ) ist ein Fußballverein aus Addis Abeba in Äthiopien. Der Verein spielt in der höchsten nationalen Liga, der äthiopischen Premier League und konnte schon zwei Mal die nationale Meisterschaft gewinnen.

## Geschichte
Der Ethiopian Coffee Sport Club entstand 1976, als die Mitarbeiter von Kefa Coffee Processing beschlossen, einen Fußballverein zu gründen. Nachdem die erforderliche Spielerzahl erreicht war, wurde der Verein als Coffee Board Sport Club registriert, um an lokalen Turnieren teilnehmen zu können. Anschließend spielte der Verein in der AEWA Factory Workers Association, der damaligen dritten äthiopischen Fußballliga. Der Verein wurde größtenteils von den damaligen Kefa-Fabrikarbeitern finanziert und bot seinen Spielern eine Anstellung in der Fabrik als Anreiz, sie im Verein zu halten. So arbeiteten die Spieler in der Morgenschicht in der Fabrik und spielten abends Fußball. So lautete der erste offizielle Name des Vereins „Yenegat Kokebe“ (wörtlich „Morgenstern“), in Anlehnung an die frühen Fabrikarbeiter, die nebenberuflich Fußball spielten.
1984 wurde der Addis Abeba Sports Council gegründet, um die Vereine der Stadt neu zu organisieren. Daraufhin änderte der Verein seinen Namen offiziell in Ethiopian Coffee Sports Club und wurde von der National Coffee Trading Corporation, damals ein staatliches Unternehmen, geführt. Zehn Jahre lang stagnierte der Verein in der zweiten äthiopischen Liga. Dank diverser Neuzugänge Mitte der 1990er Jahre und finanzieller Unterstützung schaffte der Verein den Aufstieg in die höchste Spielklasse. 1997 gelang Ethiopian Coffee die erste Meisterschaft in der letzten Spielzeit vor Reformation der Ligen und Einführung der Premier League.
In der Debütsaison der neuen Liga erreichte die Mannschaft am Ende den dritten Platz. Dank der Meisterschaft im Vorjahr durfte der Klub an der CAF Champions League 1998 teilnehmen. In der Vorrunde setzte man sich nach Hin- und Rückspiel mit 8:2 gegen den Saint Michel United FC von den Seychellen durch. Auch die erste Runde überstand man gegen den doch favorisierten Verein aus Ägypten al Ahly SC dank der Auswärtstorregel mit 3:3. In der zweiten Runde scheiterte Ethiopian Coffee letztendlich gegen den tansanischen Verein Young Africans SC in der Addition deutlich mit 3:8. Immerhin konnte Stürmer Aseged Tesfaye sich zusammen mit Reda Ereyahi (Raja Casablanca) dank sechs erzielten Treffern die Torjägerkanone des Wettbewerbs sichern.
Im Jahr 2000 ging der Verein eine Sponsoringvereinbarung mit dem lokalen Autohaus Ultimate Motors ein. In der Saison 2010/11 gewann der Verein seine zweite Meisterschaft, welche sie am letzten Spieltag mit einem Sieg gegen Mugar Cement einfahren konnten. Doch nach der zweiten Meisterschaft gelang der Verein etwas ins Trudeln, im Jahr 2016 erklärte der langjährige Vereinsvorsitzende LT. Fekade Mamo, dass die Hauptpriorität des Vereins aktuell nicht der Wettkampf um den Meistertitel sei, sondern das Überleben in der höchsten Liga. Zu Beginn der Saison 2017/18 verpflichtete den serbischen Trainer Kosta Papić, der einen Zwei-Jahres-Vertrag unterschrieb. Jedoch wurde dieser Vertrag schon wenige Monate später in beidseitigem Einvernehmen aufgehoben, Papić musste aus gesundheitlichen Gründen zurücktreten. Im Dezember 2017 übernahm der Franzose Didier Gomes Da Rosa das Traineramt.
2018 konnte der Klub einen Sponsorenvertrag mit dem italienischen Trikotausrüster Erreà aushandeln. Trikotsponsor ist bereits seit 2011 die Habesha-Brauerei.

## Fans
Der Ethiopian Coffee SC hat eine der größten Anhängerschaften im äthiopischen Fußball. Laut des offiziellen Fanklubs gibt es insgesamt 18.000 Mitglieder, die über das komplette Land verteilt sind. Besonders brisant sind die Spiele gegen Saint-George SA, welches allgemein auch als Sheger-Derby bekannt ist.
2016 gab es im Spiel im Awassa-Kenema-Stadion gegen Hawassa City SC einen Vorfall, wo Fans von Ethiopian Coffee mit der Polizei aufeinander trafen. Das Spiel endete mit einem Platzsturm.

## Stadion
Seine Heimspiele trägt der Klub, wie viele andere Vereine aus Addis Abeba, im Addis-Abeba-Stadion aus, welches eine Kapazität von bis zu 35.000 Plätzen hat.

## Weitere Abteilungen
Der Verein besitzt eine U17- und eine U20-Mannschaft, welche auch an lokalen und nationalen Wettbewerben teilnimmt.

## Titel und Erfolge
- Äthiopische Premier League (2×): 1997, 2010/11
- Äthiopischer Pokal (6×): 1988, 1998, 2000, 2003, 2008, 2024
- Äthiopischer Supercup (4×): 1997, 2000, 2008, 2010
- Addis Ababa City Cup (3×): 2004, 2012, 2018

## Abschneiden in CAF-Wettbewerben
- CAF Champions League: 2 Teilnahmen

1998 – Zweite Runde
2012 – Erste Runde
- CAF Confederation Cup: 2 Teilnahmen

2004 – Vorrunde
2022 – Erste Runde
- African Cup Winners’ Cup: 3 Teilnahmen

1999 – Erste Runde
2000 – Zweite Runde
2001 – Zweite Runde

## Bekannte Spieler
- Abubeker Nassir
- Aseged Tesfaye
- Asrat Tunjo
- Amanuel Yohannes
- Dawit Estifanos
- Hussein Shabani
- Jemal Tassew
- Mesud Mohammed (2010–2018)
- Yordanos Abay (2002–2003)
- Derrick Kakooza (2023–2024)

## Bekannte Trainer
- Wubetu Abate
- Dragan Popadić (2015–2016, 2017)
- Nebojša Vučićević (2016–2017)
- Kosta Papić (2017)
- Didier Gomes Da Rosa (2017–2018)
- Nikola Kavazović (2023)